# Ideopsis phana
Ideopsis phana är en fjärilsart som beskrevs av Hans Fruhstorfer 1904. Ideopsis phana ingår i släktet Ideopsis och familjen praktfjärilar. Inga underarter finns listade i Catalogue of Life.